# Норт-Буена-Віста (Айова)
Норт-Буена-Віста (англ. North Buena Vista) — місто (англ. city) в США, в окрузі Клейтон штату Айова. Населення — 109 осіб (2020).

## Географія
Норт-Буена-Віста розташований за координатами 42°40′36″ пн. ш. 90°57′37″ зх. д. / 42.67667° пн. ш. 90.96028° зх. д. (42.676678, -90.960405).  За даними Бюро перепису населення США в 2010 році місто мало площу 2,69 км², з яких 2,60 км² — суходіл та 0,09 км² — водойми.

## Демографія
Згідно з переписом 2010 року, у місті мешкала 121 особа в 63 домогосподарствах у складі 34 родин. Густота населення становила 45 осіб/км².  Було 157 помешкань (58/км²).
Расовий склад населення:
| - 98,3 % — білих - 0,8 % — азіатів |

До двох чи більше рас належало 0,8 %. Частка іспаномовних становила 0,0 % від усіх жителів.
За віковим діапазоном населення розподілялося таким чином: 12,4 % — особи молодші 18 років, 66,1 % — особи у віці 18—64 років, 21,5 % — особи у віці 65 років та старші. Медіана віку мешканця становила 49,9 року. На 100 осіб жіночої статі у місті припадало 132,7 чоловіків;  на 100 жінок у віці від 18 років та старших — 135,6 чоловіків також старших 18 років.
Середній дохід на одне домашнє господарство  становив 32 931 долар США (медіана — 30 250), а середній дохід на одну сім'ю — 41 125 доларів (медіана — 35 833). За межею бідності перебувало 13,7 % осіб, у тому числі 0,0 % дітей у віці до 18 років та 16,0 % осіб у віці 65 років та старших.
Цивільне працевлаштоване населення становило 34 особи. Основні галузі зайнятості: виробництво — 26,5 %, будівництво — 23,5 %, освіта, охорона здоров'я та соціальна допомога — 17,6 %, транспорт — 14,7 %.